# Friedrich Schiller (Ministerialbeamter)
Friedrich Schiller (* 17. April 1895 in Heilbronn; † 1990) war ein deutscher Jurist und Ministerialbeamter.

## Leben
Friedrich Schiller, Sohn des Regierungsbaurats Wilhelm Schiller und der Julie geborene Ammon, nahm nach abgelegtem Abitur, gefolgt von der Teilnahme am Ersten Weltkrieg im Rang eines Leutnants, 1919 ein Studium der Staats- und Rechtswissenschaften an den Universitäten Berlin sowie Tübingen auf, das er 1924 in Tübingen mit dem Erwerb des akademischen Grades eines Dr. iur. abschloss. Schiller begann seine berufliche Laufbahn im gleichen Jahr als Gerichtsassessor und juristischer Hilfsarbeiter in der Neckar AG in Stuttgart, ein Jahr später trat er die Stelle des Referenten am Kaiser-Wilhelm-Institut für ausländisches öffentliches Recht und Völkerrecht in Berlin an. 1928 wechselte er in der Funktion des Bericht- und Hauptberichterstatters für Wirtschafts- und Verkehrspolitik in das Württembergische Verkehrsministerium nach Stuttgart.
Nach der politisch bedingten Entlassung wurde Schiller 1933 zum Geschäftsführer der Wilhelmshavener Straßenbahn GmbH. und zum Handelsrichter in Frankfurt am Main bestellt, Ämter die er bis 1939 ausfüllte. Ebenfalls 1933 wurde er in die Vorstände der Deutschen Eisenbahn-Gesellschaft AG, der Vereinigten Kleinbahnen AG, der Freien Grunder Eisenbahn AG, der Frankfurt-Königsteiner Eisenbahn AG, der Bremisch-Hannoverschen Kleinbahn AG und der Moselbahn AG berufen, denen er bis 1946 angehörte. Zusätzlich diente er im Zweiten Weltkrieg bis 1943 im Rang eines Majors in der deutschen Wehrmacht.
1946 wurde ihm der Vorsitz des Verwaltungsrates für Verkehr in Bielefeld übertragen, den er bis 1947 innehatte. Im gleichen Jahr übernahm er den Posten des stellvertretenden Direktors der Verwaltung für Verkehr des Vereinigten Wirtschaftsgebiets in Offenbach am Main. 1949 wechselte Friedrich Schiller in das Bundesverkehrsministerium nach Bonn, dort fungierte der als Ministerialdirektor und damit als Stellvertreter des Staatssekretärs. 1960 wurde er in den Ruhestand verabschiedet. Schiller wurde in der Folge im gleichen Jahr mit dem Großen Bundesverdienstkreuz mit Stern und Schulterband sowie 1963 mit dem Bayerischen Verdienstorden und dem Großen Goldenen Ehrenzeichen mit dem Stern für Verdienste um die Republik Österreich ausgezeichnet. Schiller, der 1935 Elisabeth geborene Koch heiratete, verstarb 1990.